# Annabelle Attanasio
 (septembre 2023).
La mise en forme du texte ne suit pas les recommandations de Wikipédia : il faut le « wikifier ».
Les points d'amélioration suivants sont les cas les plus fréquents. Le détail des points à revoir est peut-être précisé sur la page de discussion.
- Les titres sont pré-formatés par le logiciel. Ils ne sont ni en capitales, ni en gras.
- Le texte ne doit pas être écrit en capitales (les noms de famille non plus), ni en gras, ni en italique, ni en « petit »…
- Le gras n'est utilisé que pour surligner le titre de l'article dans l'introduction, une seule fois.
- L'italique est rarement utilisé : mots en langue étrangère, titres d'œuvres, noms de bateaux, etc.
- Les citations ne sont pas en italique mais en corps de texte normal. Elles sont entourées par des guillemets français : « et ».
- Les listes à puces sont à éviter, des paragraphes rédigés étant largement préférés. Les tableaux sont à réserver à la présentation de données structurées (résultats, etc.).
- Les appels de note de bas de page (petits chiffres en exposant, introduits par l'outil «  Source ») sont à placer entre la fin de phrase et le point final[comme ça].
- Les liens internes (vers d'autres articles de Wikipédia) sont à choisir avec parcimonie. Créez des liens vers des articles approfondissant le sujet. Les termes génériques sans rapport avec le sujet sont à éviter, ainsi que les répétitions de liens vers un même terme.
- Les liens externes sont à placer uniquement dans une section « Liens externes », à la fin de l'article. Ces liens sont à choisir avec parcimonie suivant les règles définies. Si un lien sert de source à l'article, son insertion dans le texte est à faire par les notes de bas de page.
- La présentation des références doit suivre les conventions bibliographiques. Il est recommandé d'utiliser les modèles {{Ouvrage}}, {{Chapitre}}, {{Article}}, {{Lien web}} et/ou {{Bibliographie}}. Le mode d'édition visuel peut mettre en forme automatiquement les références.
- Insérer une infobox (cadre d'informations à droite) n'est pas obligatoire pour parachever la mise en page.

Pour une aide détaillée, merci de consulter Aide:Wikification.
Si vous pensez que ces points ont été résolus, vous pouvez retirer ce bandeau et améliorer la mise en forme d'un autre article.
Annabelle Attanasio (née le 11 mai 1993) est une actrice et cinéaste américaine d'origine italienne. Elle est connue pour son rôle de Cable McCory dans Bull (2016-2018).

## Carrière
Avant la série qui l'a fait connaître du grand public, Annabelle Attanasio a incarné Dorothy Walcott dans la saison 2 de The Knick. Elle a également joué dans la production Netflix Barry en 2016. Attanasio a aussi écrit, réalisé et joué dans un court-métrage intitulé Frankie Keeps Talking.
Puis elle a été membre du casting principal du drame juridique télévisé CBS Bull, co-créé par son père, Paul Attanasio, depuis le pilote en 2016 (saison 1) et jusqu'à la saison 2 (2017-2018). Elle a joué Cable McCrory, l'expert en informatique de l'équipe. Le 13 juillet 2018, il a été annoncé qu'elle ne reviendrait pas pour la saison 3, ayant choisi de quitter la série pour se consacrer à la réalisation d'un long-métrage.
Son long-métrage, Mickey and the Bear, a été présenté en première à South by Southwest 2019. Il a été acclamé par la critique, décrit comme « un film précis et émouvant, débordant d'obscurité et d'espoir, dont chaque instant est extrêmement vivant », par The Hollywood Reporter, et nommé l'un des meilleurs films de SXSW par Variety. Le Washington Post a qualifié l'œuvre de « l'un des premiers films les plus excitants de l'année ». Il a ensuite été présenté en première internationale au Festival de Cannes dans le cadre de la sélection officielle Acid, puis en compétition au Festival du cinéma américain de Deauville, où il a été distingué par le New York Times comme l'un des films marquants réalisés par une femme cinéaste.

## Filmographie

### Cinéma
| Année | Titre               | Rôle                                  | Remarques     | Ref(s) |
| ----- | ------------------- | ------------------------------------- | ------------- | ------ |
| 2019  | Mickey and the Bear | Scénariste et réalisateur             | Long-métrage  | ,      |
| 2019  | Safe Space          | Scénariste, réalisateur et producteur | Court-métrage | [ 14 ] |

### Télévision
| Année     | Titre        | Rôle            | Remarques                            | Ref(s) |
| --------- | ------------ | --------------- | ------------------------------------ | ------ |
| 2004      | Century City | Jeune fille     | Épisode: "Pour la connaître"         |        |
| 2009      | Dr House     | Jordan          | Épisode : " Inconnus connus "        |        |
| 2015      | The Knick    | Dorothy Walcott | Récurrent; 6 épisodes (saison 2)     |        |
| 2015      | The Slap     | Jeune femme     | Épisode : "Rosie"                    |        |
| 2016      | Dr Del       | Jessie-Anne     | Téléfilm                             |        |
| 2016-2018 | Bull         | Cable McCrory   | Principal; 45 épisodes (saisons 1-2) | ,      |